# Ghilești, Satu Mare
Ghilești este un sat în comuna Căuaș din județul Satu Mare, Transilvania, România. Se află în partea de sud-vest a județului, în Câmpia Ierului. La recensământul din 2002 avea o populație de 125 locuitori. Biserica ortodoxă din sat datează din 1901.